# Spathius brevipalpus
Spathius brevipalpus är en stekelart som beskrevs av Matthews 1970. Spathius brevipalpus ingår i släktet Spathius och familjen bracksteklar. Inga underarter finns listade i Catalogue of Life.